# 王谷晶
王谷 晶（おうたに あきら、1981年〈昭和56年〉 - ）は、日本の小説家、エッセイスト。東京都出身。

## 経歴
2012年、「猛獣使いと王子様」のノベライズ作品でデビュー。2021年、『ババヤガの夜』で第74回日本推理作家協会賞長編部門の最終候補に選出される。
2025年、同作の英訳版"The Night of Baba Yaga"により英国推理作家協会賞（ダガー賞）の翻訳部門を日本人として初めて受賞した。

## 作品リスト

### 小説
- 『猛獣使いと王子様 金色の笛と緑の炎』（2012年、一二三書房）
- 『あやかしリストランテ 奇妙な客人のためのアラカルト』（2015年、集英社オレンジ文庫）
- 『探偵小説（ミステリー）には向かない探偵』（2016年、集英社オレンジ文庫）
- 『完璧じゃない、あたしたち』（2018年1月、ポプラ社 / 2019年12月、ポプラ文庫）
- 『BL古典セレクション(3) 怪談 奇談』（2019年7月、左右社）- 原作ラフカディオ・ハーン
- 『ババヤガの夜』（2020年10月、河出書房新社 / 2023年5月、河出文庫）
- 『今日、終わりの部屋から』（2021年7月、U-NEXT電子書籍）
- 『君の六月は凍る』（2023年6月、朝日新聞出版）
- 『他人屋のゆうれい』（2025年1月、朝日新聞出版）
- 『父の回数』（2025年4月、講談社）

### エッセイ
- 『どうせカラダが目当てでしょ』（2019年7月、河出書房新社）
  - 【文庫化改題】『カラダは私の何なんだ？』（2023年7月、河出文庫）
- 『40歳だけど大人になりたい』（2023年4月、平凡社）

### アンソロジー収録
- 「ここがどん底」 - 『ベスト・エッセイ2019』（日本文藝家協会編、2019年7月、光村図書出版）
- 「移民の味」 - 『中国・SF・革命』（ケン・リュウほか、2020年8月、河出書房新社） / 『文学2021』（日本文藝家協会編、2021年5月、講談社）
- 「〇〇しないと出られない部屋」 - 『絶滅のアンソロジー』（真藤順丈編、2021年8月、光文社 / 2022年9月、光文社文庫）
- 「昼と真夜中の約束」 - 『異形コレクションLII 狩りの季節』（井上雅彦監修、2021年11月、光文社文庫）
- 「北口の女（）」 - 『あなたの涙は蜜の味 イヤミス傑作選』（辻村深月ほか、2022年9月、PHP文芸文庫）
- 「声の中の楽園」 - 『異形コレクションLV ヴァケーション』（井上雅彦監修、2023年5月、光文社文庫）
- 「転居の怪」 - 『居心地のいい場所へ 随筆集 あなたの暮らしを教えてください3』（暮しの手帖編集部編、2023年5月、暮しの手帖社）

### 単著未収録作品
- 「この月がお前を照らすと言うのなら」 - 『文藝』2021年秋季号（河出書房新社）
- 「てづから」 - 『文藝』2022年冬季号（河出書房新社）
- 「蜜のながれ」 - 『文藝』2024年春季号（河出書房新社）
- 「君色の季節へ……」 - 『文藝』2024年冬季号（河出書房新社）
- 「かう人」 - 『文學界』2024年12月号（文藝春秋）

### 漫画原作
- サカナになったさっつんの話（作画：樋田アユム、『ビッグコミックスピリッツ』2022年1号[5]） - 読み切り